# SUPER GIRL (岡村靖幸の曲)
「SUPER GIRL」（スーパーガール）は、岡村靖幸6枚目のシングル。1988年4月21日、EPIC/SONY RECORDSから発売された。規格品番：07・5Hｰ3025（7インチ）・10・8Hｰ3025（8センチCD）。

## 概要
C/W曲「どうかしてるよ」共に2ndアルバム『DATE』からのシングルカット。その後『エチケット』にも別バージョンが収録。

## タイアップ使用
読売テレビ系『シティーハンター2』第1話～第37話のEDテーマとして使用。同アニメのサウンドトラックにも収録された。他に、2018年にAbemaTVオリジナル恋愛リアリティショー「恋愛ドラマな恋がしたい2」主題歌に「スーパーガール（エチケット2019ver）」として新たなアレンジを施し提供。当バージョンの他、BTF ver.が31枚目シングル「少年サタデー」に収録。

## 収録曲
| 全作曲: 岡村靖幸。 |                    |          |            |          |
| #                  | タイトル           | 作詞     | 作曲・編曲 | 編曲     |
| 1.                 | 「SUPER GIRL」     | 岡村靖幸 | 岡村靖幸   | 清水信之 |
| 2.                 | 「どうかしてるよ」 | 有賀啓雄 | 岡村靖幸   | 有賀啓雄 |

## 収録アルバム
| 曲名           | 収録アルバム         | 備考                                       |
| -------------- | -------------------- | ------------------------------------------ |
| SUPER GIRL     | 『DATE』             |                                            |
| SUPER GIRL     | 『OH! ベスト』       |                                            |
| SUPER GIRL     | 『岡村ちゃん大百科』 |                                            |
| SUPER GIRL     | 『エチケット』       | ピンクジャケット盤、リアレンジ・バージョン |
| どうかしてるよ | 『DATE』             |                                            |

## カバー
- ポアロ（2007年） -アルバム「16 in 1」に収録。